# Luke (album)
Luke je tretji solo studijski album Steva Lukatherja, ki je izšel leta 1997 pri založbi Columbia Records.
Lukather je album opisal kot dosti bolj drugačni in bolj introspektni album kot sta bila prejšnja albuma. Luke je nekakšna zbirka Lukatherjevih glasbenih vplivov. Pri Luku gre za eksperimentalni album, ki je bil prav tako kot Candyman posnet v živo z minimalnimi kasnejšimi posegi. Na albumu lahko slišimo instrumente, ki na prejšnjih albumih niso bili uporabljeni: pedal steel, Mellotroni, orglice in eksperimentalna kitara, bas in bobni.
Ameriška verzija albuma vsebuje verzijo skladbe Jeffa Becka, »The Pump«. Skladba »Hate Everything About U« je izšla kot singl.

## Seznam skladb
| Št. | Naslov                                                     | Dolžina |
| --- | ---------------------------------------------------------- | ------- |
| 1.  | „The Real Truth‟ (Steve Lukather, Fee Waybill)             | 5:10    |
| 2.  | „Broken Machine‟ (Lukather, Phil Soussan)                  | 4:54    |
| 3.  | „Tears Of My Own Shame‟ (Lukather, Soussan)                | 5:38    |
| 4.  | „Love The Things You Hate‟ (Lukather, Soussan)             | 5:44    |
| 5.  | „Hate Everything About U‟ (Lukather, Rodney Crowell)       | 5:56    |
| 6.  | „Reservations To Live (The Way It Is)‟ (Lukather, Waybill) | 4:49    |
| 7.  | „Don't Hang On Me‟ (Lukather, Soussan)                     | 4:40    |
| 8.  | „Always Be There For Me‟ (Lukather)                        | 5:38    |
| 9.  | „Open Your Heart‟ (Lukather, Randy Goodrum)                | 4:27    |
| 10. | „Bag O' Tales‟ (Lukather, Soussan)                         | 5:50    |
| 11. | „Bluebird‟ (Stephen Stills)                                | 6:42    |
| 12. | „The Pump‟ (Simon Phillips, Tony Hymas)                    | 9:33    |

## Zasedba
- Steve Lukather
- Gregg Bissonette
- John Pierce
- Jim Cox
- Phil Soussan
- Maxie Anderson
- Alfie Silas Duno
- J.D. Maness
- Pino Palladino
- David Paich
- Brett Tuggle